# Jim Brady
James H. Brady (Tampa, 27 de junho de 1963) é um velejador estadunidense, medalhista olímpico. Ele competiu nos Jogos Olímpicos de Verão de 1992 na classe Soling e conquistou a medalha de prata, ao lado de Kevin Mahaney e Doug Kern.
Brady recebeu o prêmio Rolex Yachtsman of the Year em 1990. Após as Olimpíadas de Barcelona, Brady competiu como navegador de Dennis Conner no Team Stars & Stripes na America's Cup de 1995 e como tático na Young America durante a Louis Vuitton Cup de 2000. Em 1997, ele cofundou a The Olympia Companies com o ex-parceiro de vela olímpica Kevin Mahaney, com foco no desenvolvimento imobiliário.